# Christian Otte
Christian Otte (* 19. Juli 1674 in Eckernförde im Herzogtum Schleswig-Gottorf; † 30. November 1747 in Eckernförde, Herzogtum Schleswig, im dänischen Gesamtstaat) war ein einflussreicher Großkaufmann, Reeder, Korn- und Weingroßhändler.
Otte steht für einen ungewöhnlichen, neuen Typus aufstrebender Handelsunternehmer, die aufgrund ihres durch unternehmerische Initiative erworbenen Reichtums vermeintlich aus dem Nichts in höchste gesellschaftliche Schichten aufstiegen. Er begründete eine regelrechte Kaufmann- und Unternehmerdynastie, deren Mitglieder einige der wichtigeren Verwaltungsposten im Herzogtum besetzten und sich mit führenden Adelsfamilien verbanden. Nach ihm und seiner Familie wurde die Eckernförder Otte-Straße benannt.

## Laufbahn
Als junger Mann fuhr er zur See und hatte bald so viel Vermögen (aus unbekannter Quelle, vielleicht teilweise aus der väterlichen Erbschaft von 1693), dass er sich bereits mit 25 Jahren ein eigenes Schiff leisten konnte. Sein kommerzieller Erfolg begann in dieser Zeit als junger Ostsee-Kaufmannsschiffer und Kapitän des eigenen Schiffes, der Holz, Eisen, Kalk u. a. aus Schweden nach Eckernförde brachte.
Er gab die Seefahrt aber bald auf und wurde Kaufmann und Reeder, zuerst mit seinem jüngeren Bruder Otto Otte (1680–1736) und anderen Investoren gemeinsam, dann mit wachsendem Vermögen allein. 1709/13 hatte er schon eine eigene Flotte von 10 Schiffen (Fahrten nach Schweden, Ostseestädte, Norwegen, Frankreich, England). Seit 1711 war er Mitglied der Brückenkommission Eckernfördes; aufgrund des nordischen Krieges litt die Stadt in dieser Zeit unter hohen Kontributionen (1713 vermittelte Christian Otte eine städtische Anleihe beim Juden Meier Moses, um der größten Not abzuhelfen). Seit 1713 wurde in den städtischen Sitzungsprotokollen vom Weinhandel en gros der Ottes berichtet. 1715 wurde er mit seinem Bruder als Besitzer einer alten Schuete genannt; er war in dieser Zeit bereits einer der angesehensten und bemittelsten Bürger, der bei schwerwiegenden Verhandlungen über Kontributionen und Kriegslieferungen zu Rate gezogen wurde. 1716 war er auch Sachverständiger bei den ständigen Sitzungen im Rat, er galt um diese Zeit mit seinem Bruder als einer „der principalisten Bürger“.
1721 wurde nach dem Großen Nordischen Krieg das bisher gottorfische Eckernförde dem dänischen König übertragen, womit nun das ganze Herzogtum Schleswig zum dänischen Gesamtstaat gehörte; die Schifffahrt wurde zunächst schwieriger, da Kopenhagen in Konkurrenz zu den anderen dänischen Seehäfen mit bedeutenden Privilegien ausgestattet war (im folgenden Jahrzehnt wurden dessen Privilegien aber im Interesse der Entwicklung der einzelnen Reichsteile auf Initiative Bernstorffs abgebaut). Jetzt setzte die über lange Jahre fast ununterbrochene Schiffsbautätigkeit Christian Ottes ein; noch im selben Jahr erweiterte er seine Flotte und den Handel mit Schleswiger Korn, Holz, Eisen u. Kalk (aus Schweden und Pommern nach Eckernförde, England u. Frankreich), Salz (England) und Wein (Bordeaux), meist auf Rechnung Kopenhagener oder Hamburger Kaufleute. Die Reeder der Herzogtümer hatten damals die größten Schiffe und bauten den Handel  mit den dänischen Kolonien in Westindien aus. Ottes Kapitäne waren anders als früher ohne eigene ökonomische Verantwortung, sondern allein für den Transport der Waren an den Bestimmungsort zuständig.
1723 baute er einen Speicher in der Stadt (mit den Initialen C.O. und E.O. für ihn und seine Frau). Seit den 1730er Jahren hatte er keine Teilhaber mehr und konnte alle seine Geschäfte allein finanzieren. 1732 beteiligte er sich an der Asiatischen Kompagnie in Kopenhagen. 1734 kaufte er das Gut Krieseby mit Untertanen und war außerdem Grundbesitzer zu Rossee und Grasholz.
Er begann 1746 (nach einem dänischen Vertrag mit den nordafrikanischen Staaten, der Sicherheit vor Seeräubern schuf) mit weiteren Frachtfahrten aus der Ostsee nach Portugal, von dort aus weiter in das Mittelmeer, und zurück nach Hamburg, besaß inzwischen ein Viertel der Tonnage Eckernfördes (sieben eigene Schiffe).

## Die Firma Otte
Nach seinem Tod führte sein 1715 geborener Sohn Friedrich Wilhelm Otte die „für die damalige Zeit hochmoderne“ Firma fort und baute den Ostsee-Handel mit Portugal aus. Beim Tod Friedrich Wilhelm Ottes 1766 war die Firma die größte Privatreederei der Herzogtümer. Mit 16 Schiffen besaß sie fast die Hälfte aller Eckernförder Schiffe. „Das kaufmännische Können und der unternehmerische Wagemut Christian und Friedrich Wilhelm Ottes waren die alleinige Grundlage des Erfolges gewesen, zumal der Weitblick und das unternehmerische Engagement der Ottes eher ungewöhnlich für das 18. Jahrhundert waren. Sowohl wegen ihrer Größe, als auch wegen ihrer Spezialisierung auf die Frachtfahrt war die Reederei Otte für den dänischen Gesamtstaat im 18. Jahrhundert völlig atypisch und zusammen mit Firmen wie dem Handelshaus Donner in Visby oder der Reederei Henley and Son in London Wegbereiter bei der Neustrukturierung des Reedereigeschäfts. (…) Erst im Zuge der (…) Industriellen Revolution sollte sich der Trend zur geschäftlichen Spezialisierung in Form von großen Reedereifirmen endgültig durchsetzen.“ In der zweiten Hälfte des 18. Jahrhunderts wurde die Reederei Otte von der Familie Bruyn fortgeführt (Enkel von Christian Otte).

## Stiftung
Otte stiftete 1739 „aus christlichem und mitleidigem Gemüthe“ ein Armen- und Altenhaus in Eckernförde, das er mit Grund und Kapital (3000 Reichsthaler) ausstattete und deren erster Administrator er bis 1747 war. In das Haus dürfen Eckernförder Einwohner, Mitglieder der Familie und „Crisebuyer Unterthanen“ aufgenommen werden. Die Otte'sche Armenstiftung existiert noch heute.

## Familie
Otte war Sohn eines Schusters. In I. Ehe heiratete er am 2. Dezember in 1698 in Eckernförde Margret Classen (* 17. Mai 1678 ebenda; † 26. Juni 1704 ebenda, Tochter des Daniel Claussen und der Anna Oelerichs). In II. Ehe heiratete er am 30. November 1706 in Rendsburg Elsabe Claussen (Tochter des Rendsburger Gastwirts Jürgen Claussen, Schwester eines Eckernförder Reeders und des Pastors von Borby). Christian Otte hatte insgesamt 16 Kinder.
Am bedeutendsten unter diesen war Friedrich Wilhelm Otte (1715–1766), Bürgermeister von Eckernförde, Kanzleirat und Diplomat, Hauptleiter der Firma Otte in Eckernförde (insbesondere Gründer der Fayencefabrik). Ein weiterer Sohn war Georg Christian Otte (1702–1778), 1. Bürgermeister von Schleswig mit dem Titel Kanzlei-Assessor und Leiter der Otteschen Unternehmungen in Schleswig. Er hatte Magdalena Elisabeth, die Tochter Johann Lorens Bensens, des höchsten Beamten der Herzogtümer, des Obersachwalters von Schleswig-Holstein und Pinneberg, geheiratet. Johann Nikolaus Otte (1714–1780), auf Gut Krieseby, Kanzleirat und Oberlandinspektor in den Herzogtümern „war hervorragend an den industriellen Unternehmungen der Familie beteiligt“. Dessen Sohn Friedrich Wilhelm Otte der Jüngere wurde Etatsrat und Oberlandsinspektor in den Herzogtümern und war schriftstellerisch für die Aufhebung der Leibeigenschaft tätig. Im Auftrag des dänischen Königs reformierte er das Armenwesen in den Herzogtümern. Die jüngste Tochter Hedwig Christiane (1723–1792) war verheiratet mit königlich-dänischen Justizrat Ferdinand Otto Vollrath Lawätz. Ein bedeutender Enkel war der dänische Major und Oberlandinspektor Johann von Bruyn, der die Landreform im Herzogtum Schleswig durchführte.